# Johann Konrad Enz
Johann Konrad Enz (* 20. September 1752 in Stein; † 4. Juli 1806 in St. Gallen; heimatberechtigt in Herisau, ab 1798 in St. Gallen) war ein Schweizer Kaufmann und Textilunternehmer aus dem Kanton Appenzell Ausserrhoden.

## Leben
Johann Konrad Enz war ein Sohn des Adam Enz, Ratsherr und Besitzer der Papiermühle im Kubel (Gemeinde Stein), und der Anna Zuberbühler. Im Jahr 1777 heiratete er Anna Tanner, Tochter des Peter Tanner, Bleichemeister.
Johann Konrad Enz war Textilkaufmann und Verleger mit Stickerinnen in Schwaben und Vorarlberg. Im Jahr 1790 liess er von einem Mechaniker aus Rehetobel erstmals in Ausserrhoden Spinnmaschinen konstruieren. Deren acht nahm er in einem Neubau in Herisau in Betrieb. Infolge seines Geschäftsgebarens, unter anderem Zusammenarbeit mit ausländischen Partnern und Preistreiberei im Garnhandel, kam er in Konflikt mit der Regierung und seinen Konkurrenten. Nach dem Zerwürfnis mit dem Herisauer Handelshaus Wetter übersiedelte er 1798 nach St. Gallen. Ab 1798 galt er als Mitglied des helvetischen Grossen Rats.